# Niggliit
Niggliit ist ein sehr seltenes Mineral aus der Mineralklasse der Elemente, genauer der Metalle und intermetallischen Verbindungen. Es kristallisiert im hexagonalen Kristallsystem mit der chemischen Zusammensetzung PtSn und bildet runde Einschlüsse bis zu 75 μm Größe von silberweißer Farbe.

## Etymologie und Geschichte
Niggliit wurde erstmals 1936 von D.L. Scholtz in seiner Typlokalität Waterfall Gorge in Pondoland, Transkei (Südafrika) gefunden. Es ist nach dem Schweizer Kristallographen Paul Niggli benannt. 

## Klassifikation
In der Systematik nach Strunz wird Niggliit zu den Metallen und intermetallischen Verbindungen, einer Untergruppe der Elemente gezählt. Nach der 8. Auflage bildet es dabei zusammen mit Atokit, Palarstanid, Plumbopalladinit, Rustenburgit, Stannopalladinit und Zvyagintsevit eine Gruppe. In der 9. Auflage bildet es eine eigene Untergruppe der PGE(Platin-Gruppen-Elemente)-Metall-Legierungen. 
In der vorwiegend im englischen Sprachraum gebräuchlichen Systematik nach Dana bildet es eine eigene Untergruppe der metallischen Elemente und Legierungen mit Platinmetallen.

## Bildung und Fundorte
Niggliit bildet sich unter hydrothermalen Bedingungen in Adern. Es ist je nach Lagerstätte unter anderem vergesellschaftet mit Pentlandit, Chalkopyrit, Bornit, Parkerit, Insizwait, Cubanit, Pyrrhotin; Stannopalladinit, Hessit, Platin- und Palladiumtelluriden oder Froodit. 
Neben seiner Typlokalität sind weitere Funde aus dem Bushveld-Komplex und Rustenburg in Südafrika,  Wuchuan und Koktokay in China, Montschegorsk und Norilsk ist Russland, Goodnews Bay in Alaska und Knox County im US-Bundesstaat Maine.

## Kristallstruktur
Niggliit kristallisiert im hexagonalen Kristallsystem in der Raumgruppe P63/mmc mit den Gitterparametern a = 4,10 Å, und c = 5,432 Å sowie zwei Formeleinheiten pro Elementarzelle. 